# Durazno sangrando
Durazno sangrando, de 1975, es el segundo álbum de estudio de la banda de rock argentina Invisible y el octavo en el que tiene participación decisiva Luis Alberto Spinetta. Invisible estaba integrado por Spinetta (guitarra y voz), Pomo Lorenzo (batería) y Machi Rufino (bajo).
Se trata de una obra conceptual inspirada en nociones tomadas por Spinetta de la obra del filósofo y psicólogo suizo Carl Jung basada en el tradicional libro chino El secreto de la flor de oro. El álbum está integrado por solo cinco temas, incluyendo una de las canciones más difundidas del cancionero de Spinetta, "Durazno sangrando", de donde toma su título el disco. Este sería el único tema del mismo interpretado en el megarrecital Spinetta y las Bandas Eternas organizado por el músico en 2009 para celebrar sus 40 años en la música.
Fue grabado en el año 1975 en los estudios CBS y presentado en vivo (Teatro Coliseo 21 y 22 de noviembre de 1975).
La tapa del disco diseñada por Eduardo Martí y el afiche con un dibujo del mismo Spinetta fueron censurado por las autoridades comunales de la ciudad de Rosario a fines de 1976, por considerar que la imagen (que según sus autores representaba un carozo de durazno) simulaba una vagina.

## El álbum

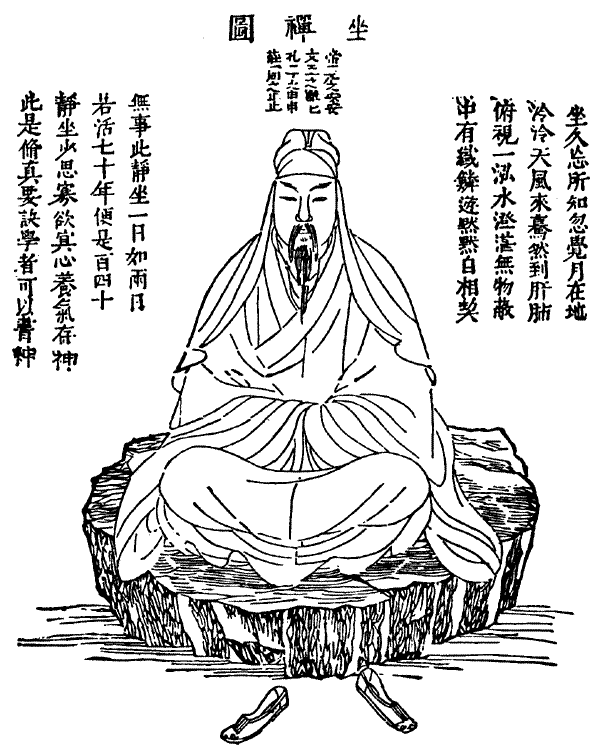
"Meditación: recogiendo la luz", ilustración del libro chino El secreto de la flor de oro, sobre meditación taoísta, que inspiró a Spinetta al componer su álbum Durazno sangrando vía su relectura en las obras de Carl Jung

Durazno sangrando es una obra conceptual inspirada en las lecturas de Spinetta del filósofo y psicólogo suizo Carl Jung sobre el tradicional libro chino El secreto de la flor de oro (Tai Yi Jin Hua Zong Zhi, 太乙金華宗旨), obra taoísta de meditación atribuida a Lü Dongbin (siglo VIII), difundida en occidente gracias a la traducción del alemán Richard Wilhem en 1929 (Spinetta le daba mucha importancia a las obras que le permitieran escapar al eurocentrismo) en la que Jung se inspirara para sus conceptos del ánimus y el ánima. Las letras de los temas muestran un fuerte aire surrealista (como en mucho de la obra del músico) con "guiños al filósofo Jean-Paul Sartre".
Al comenzar 1976 Spinetta dedicaría uno de sus conciertos a los "marginados y alienados del mundo", una realidad y condición social que fue una constante en su obra:

Este concierto se lo dedicamos a todos los marginados y alienados del mundo, porque cada vez se comprueba más que, en el futuro, serán ellos los que van a regir la raza humana.
Luis Alberto Spinetta, Canal 11, 2 de enero de 1975.

## Los temas
Continuando en lo musical con el estilo que caracterizó los dos primeros álbumes de Invisible ligado al rock progresivo y la psicodelia, y con letras de marcada impronta surrealista (algo que caracterizó con excepciones la mayor parte de la poesía de Spinetta) "Durazno..." es un disco conceptual basado en las lecturas de Luis, sobre todo de "El secreto de la flor de oro", de Carl Jung y Richard Wilhem según se refleja en la canción que da título al álbum (una balada de comparativa simpleza que se convertiría en uno de los clásicos del repertorio del artista) en la que el carozo, al tomar contacto con el agua, genera la "flor de oro". Las letras de "En una lejana playa del ánimus", y de la suite de 15:33 minutos "Encadenado al ánima" hacen referencia respectivamente a los famosos conceptos jungianos del ánimus y el ánima, donde el primero representa la "Vida" y el segundo la "Muerte". El disco mostraría también influencias del filósofo francés Jean-Paul Sartre, como por ejemplo en "Dios de la Adolescencia" cuya letra (en las que aparecen las palabras "el ser y la nada", título de su obra magna) pareciera incursionar en nociones caras a ese autor sobre la persecución de la libertad (en la búsqueda ineludible del "ser en sí") en las imágenes oníricas de una adolescente en frenética huida de la angustia ante el abismo de la "nada", o en ciertas viñetas de "Encadenado al Anima" que parecieran recrear el ambiente perturbador de alienación psicológica y existencial en muchas obras de ese autor (cf, "La nausea" , "La cámara" en "El muro": "Las caras que asoman a la ventana/quieren cristalizarse en mi pensamiento en forma alucinatoria/Como si los muebles pudieran hablarme de ellas sin moverse/produciendo ruidos incomprensibles a mi espalda"). Detalle importante, es que dicho poema surrealista es obra de Santiago Spinetta, padre de Luis Alberto. Existen mitos que afirman que "el flaco" compuso algunos temas de este disco en Capilla del Monte basándose en leyendas regionales.

## Lista de temas
Todas las canciones escritas y compuestas por Invisible. 
| Cara A |                       |              |          |  |
| N.º    | Título                | Escritor(es) | Duración |  |
| 1.     | «Encadenado al ánima» |              | 15:32    |  |
| 2.     | «Durazno sangrando»   |              | 03:46    |  |
| 19:18  |                       |              |          |  |

Todas las canciones escritas y compuestas por Invisible. 
| Cara B |                                  |              |          |  |
| N.º    | Título                           | Escritor(es) | Duración |  |
| 3.     | «Pleamar de águilas»             |              | 04:22    |  |
| 4.     | «En una lejana playa del animus» |              | 09:57    |  |
| 5.     | «Dios de la adolescencia»        |              | 02:45    |  |
| 18:00  |                                  |              |          |  |

## Músicos
- Carlos Alberto 'Machi' Rufino: Bajo y voz.
- Héctor 'Pomo' Lorenzo: Batería.
- Luis Alberto Spinetta: Guitarras y voz.

## Invitados
- Esteban Martínez Prieto: ARP Strings Ensemble en Encadenado al ánima 1.ª parte.
- Luis Santiago Spinetta: Letra de Encadenado al ánima 2.ª parte.